# En fanøkvinde sætter sit hovedtøj
En fanøkvinde sætter sit hovedtøj er en dansk dokumentarfilm fra 1951 instrueret af Erik R. Knudsen.

## Handling
Filmens formål er at fastholde en beskrivelse af en gammel, næsten uddød dragtskik: binding af hovedtøj på Fanø. Det vises, at hovedtøjet består af flere enkelte dele, som må lægges og bindes på en ganske bestemt måde for at sidde rigtigt.